# Broomfield (Somerset)
Broomfield – wieś w Anglii, w hrabstwie Somerset, w dystrykcie (unitary authority) Somerset. Leży 56 km na południowy zachód od miasta Bristol i 214 km na zachód od Londynu. W 2001 miejscowość liczyła 224 mieszkańców.